# Carlos Mendes (Sänger)

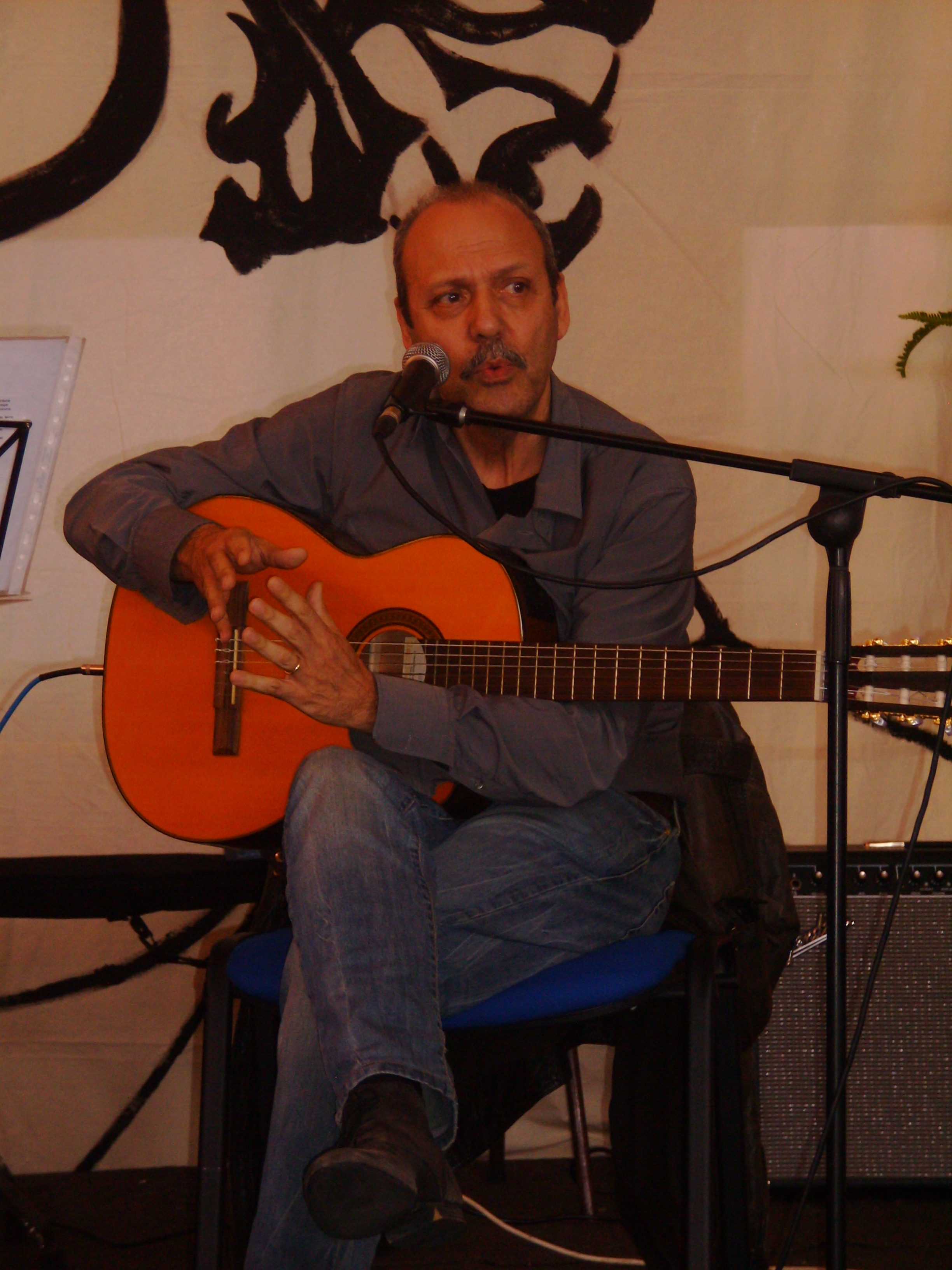
Carlos Mendes (2012)

Carlos Eduardo Teixeira Mendes (* 23. Mai 1947 in Lissabon) ist ein portugiesischer Sänger und Schauspieler.

## Leben und Wirken
1963 war er Mitbegründer der Beatband Sheiks. Er verließ die Gruppe 1967 um eine Solokarriere zu starten. Nach jeweils gewonnener Vorauswahl beim Festival da Canção durfte er zwei Mal beim Eurovision Song Contest antreten: Beim Wettbewerb 1968 kam er mit dem Schlager Verão auf einen elften Platz, beim Wettbewerb 1972 erreichte er mit A festa da vida Platz sieben.
Zusammen mit Fernando Tordo und Paulo de Carvalho gründete er 1975 die unabhängige Plattenfirma Toma Lá Disco.
In den 2000er Jahren wurde er neben seiner Musik auch als Schauspieler aktiv und war in einigen portugiesischen Fernsehserien zu sehen.

## Diskografie
Alben
- Amor Combate (LP, TLD, 1976)
- Canções de Ex-Cravo e Malviver (LP, TLD, 1977)
- Jardim Jaleco (LP, Rossil, 1978)
- Antologia (LP, Rossil, 1979)
- Antologia II (LP, Rossil, 1979)
- Triângulo do Mar (LP, Sassetti, 1980)
- Chão do Vento (LP, Edisom, 1984)
- O Natal do Pai natal
- Boa Nova (CD, 1992)
- Não Me Peças Mais Canções (CD, 1994)
- Vagabundo do Mar (CD, Movieplay, 1997)
- Coração de Cantor (CD, Lusogram, 1999)